# Ivan Reitman
Ivan Reitman (Komárom, Csehszlovákia, 1946. október 27. – Montecito, Kalifornia, 2022. február 12.) kanadai film- és televíziós rendező, producer és forgatókönyvíró. Leginkább vígjátéki munkásságáról ismert, különösen az 1980-as és 1990-es évekből. Az 1998-ban alapított The Montecito Picture Company tulajdonosa.
Nevezetes filmjei közé tartozik a Dilibogyók – Táborparádé (1979), a Bombázók a seregnek (1981), a Szellemirtók (1984), a Szellemirtók 2. (1989), az Ikrek (1988), az Ovizsaru (1990), a Dave (1993) és a Junior (1994). Olyan filmek producere is volt, mint a Party zóna (1978), a Beethoven (1992), a Space Jam – Zűr az űrben (1996), az Intim részek (1997) és a Hat nap, hét éjszaka (1998).

## Életpályája
Klara és Ladislav "Leslie" Reitman gyermekeként született. Szülei zsidók voltak; édesanyja túlélte az auschwitzi koncentrációs tábort, édesapja pedig földalatti ellenállási harcosként működött. Családja 1950-ben menekültként érkezett Kanadába. 
Reitman a torontói Oakwood Collegiate-be (ahol tagja volt a Twintone Four énekegyüttesnek), majd a McMaster Egyetemre járt. Utóbbin 1969-ben szerzett zenei diplomát, és számos rövidfilmet készített, rendezett.

## Magánélete és halála
1976 óta élt házasságban Geneviève Roberttel. Reitmannak egy fia és két lánya van. Fia, Jason Reitman szintén filmrendező, aki leginkább a Juno, a Köszönjük, hogy rágyújtott! és az Egek ura című filmjeiről ismert, amelyek forgatókönyvéért Golden Globe-díjat kapott. Lánya, Catherine Reitman a CBC-s Dolgozó anyák című vígjátéksorozatának alkotója, vezető producere, írója és főszereplője. Másik lánya, Caroline Reitman a Santa Barbara City College-ba járt. Reitman felesége áttért a judaizmusra.
Reitman 2022. február 12-én, 75 éves korában, álmában hunyt el otthonában, a kaliforniai Montecitóban.

## Elismerései

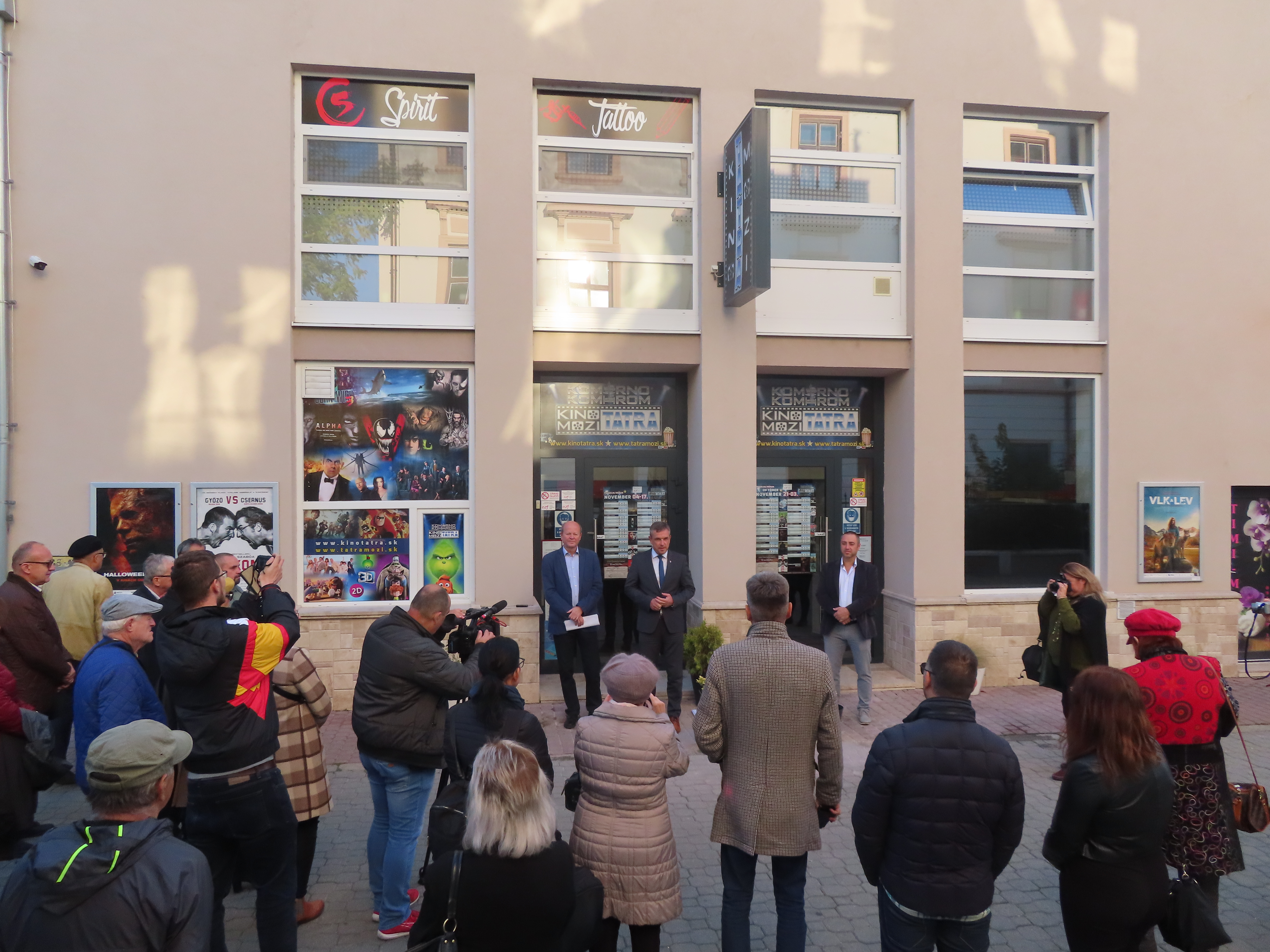
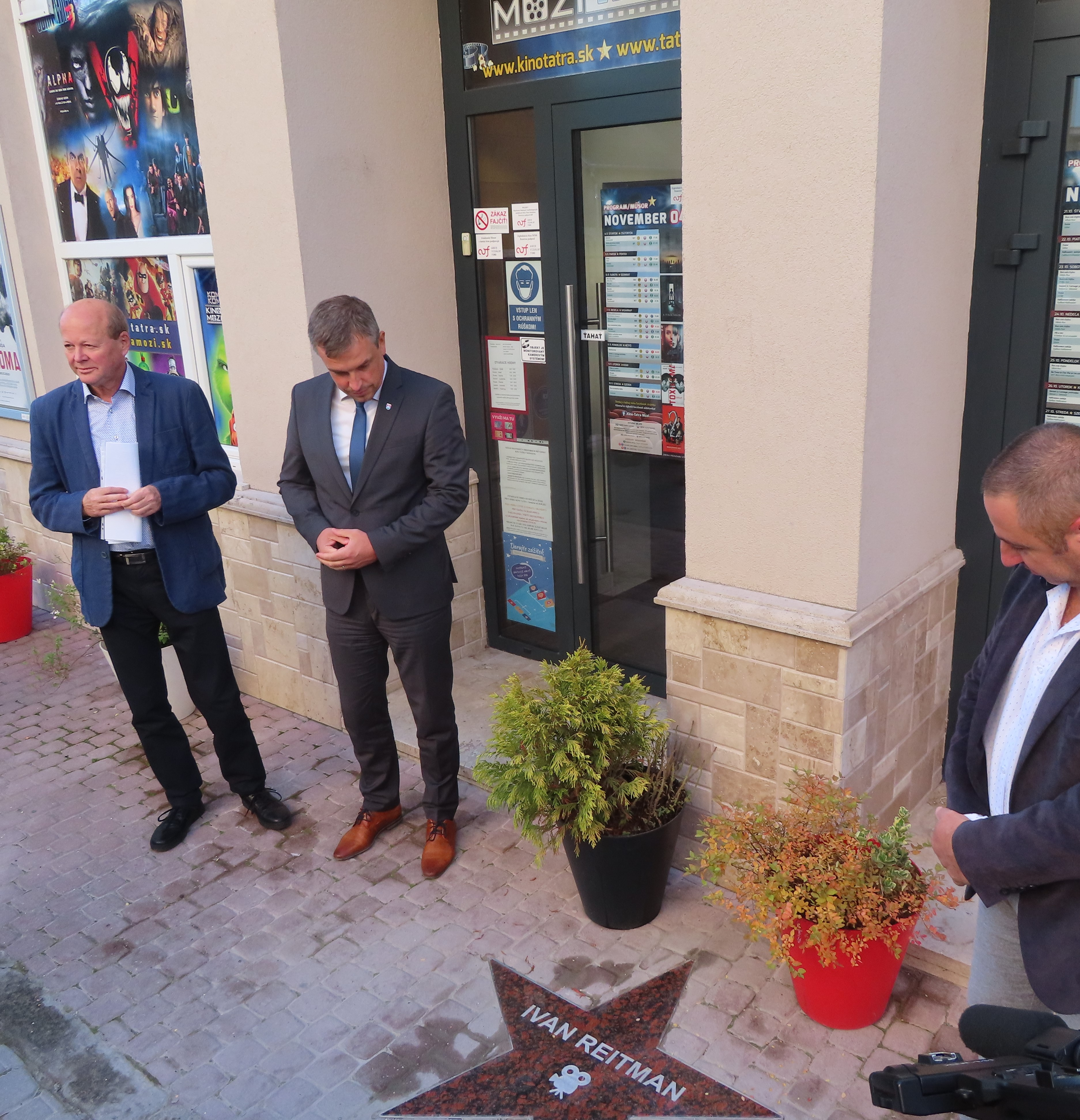
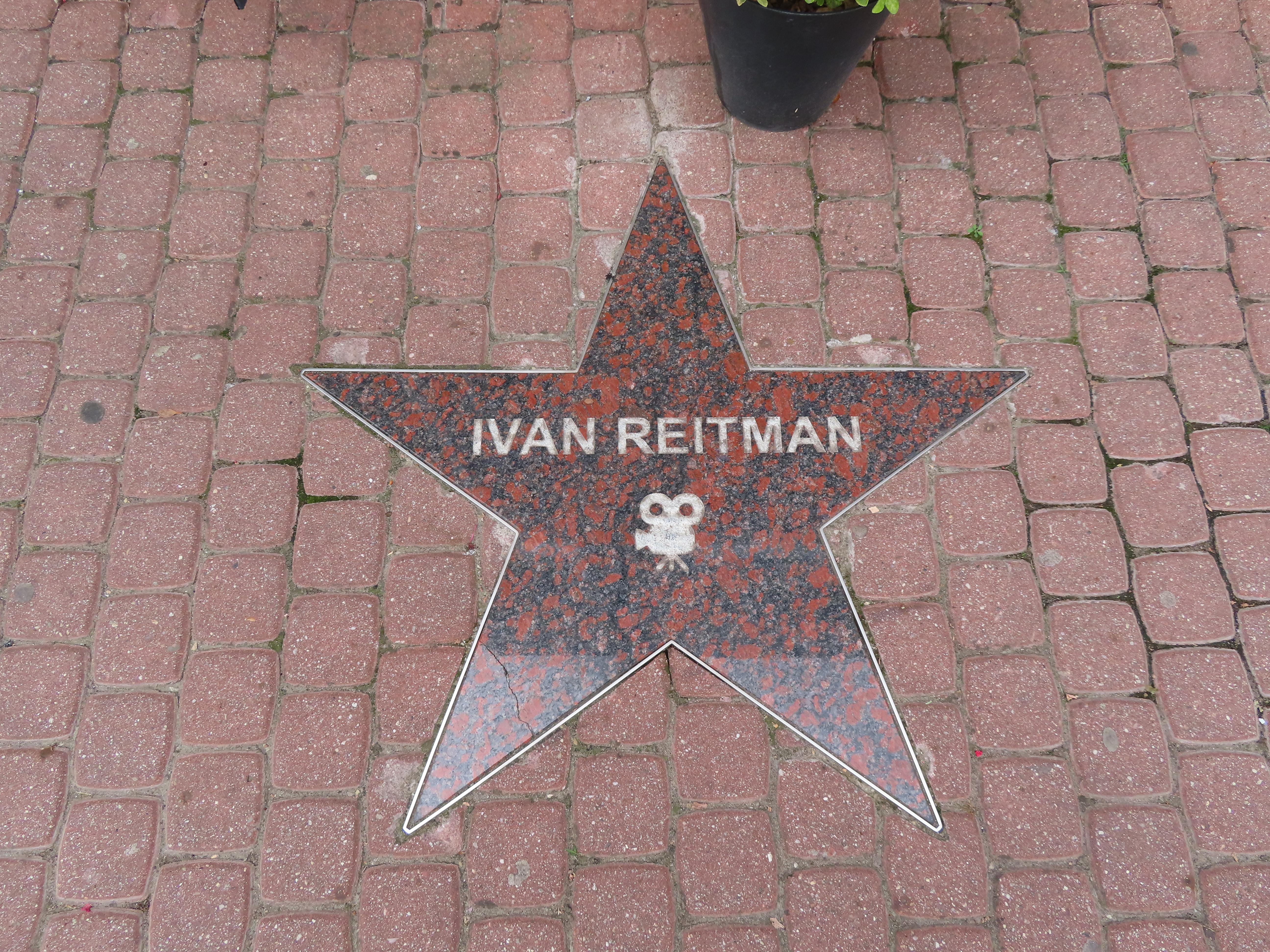

- 2009-ben a Kanadai Rend tiszteletbeli tagjává avatták "rendezői és produceri munkásságáért, valamint a kanadai film- és televíziós ipar támogatásáért".[15]
- 2011 áprilisában szülővárosában, a szlovákiai Komáromban Pro Urbe kitüntetésben részesült.[16]
- 2021-ben csillagot kapott a komáromi Tatra mozi előtt[17]

## Filmográfia

### Nagyjátékfilm

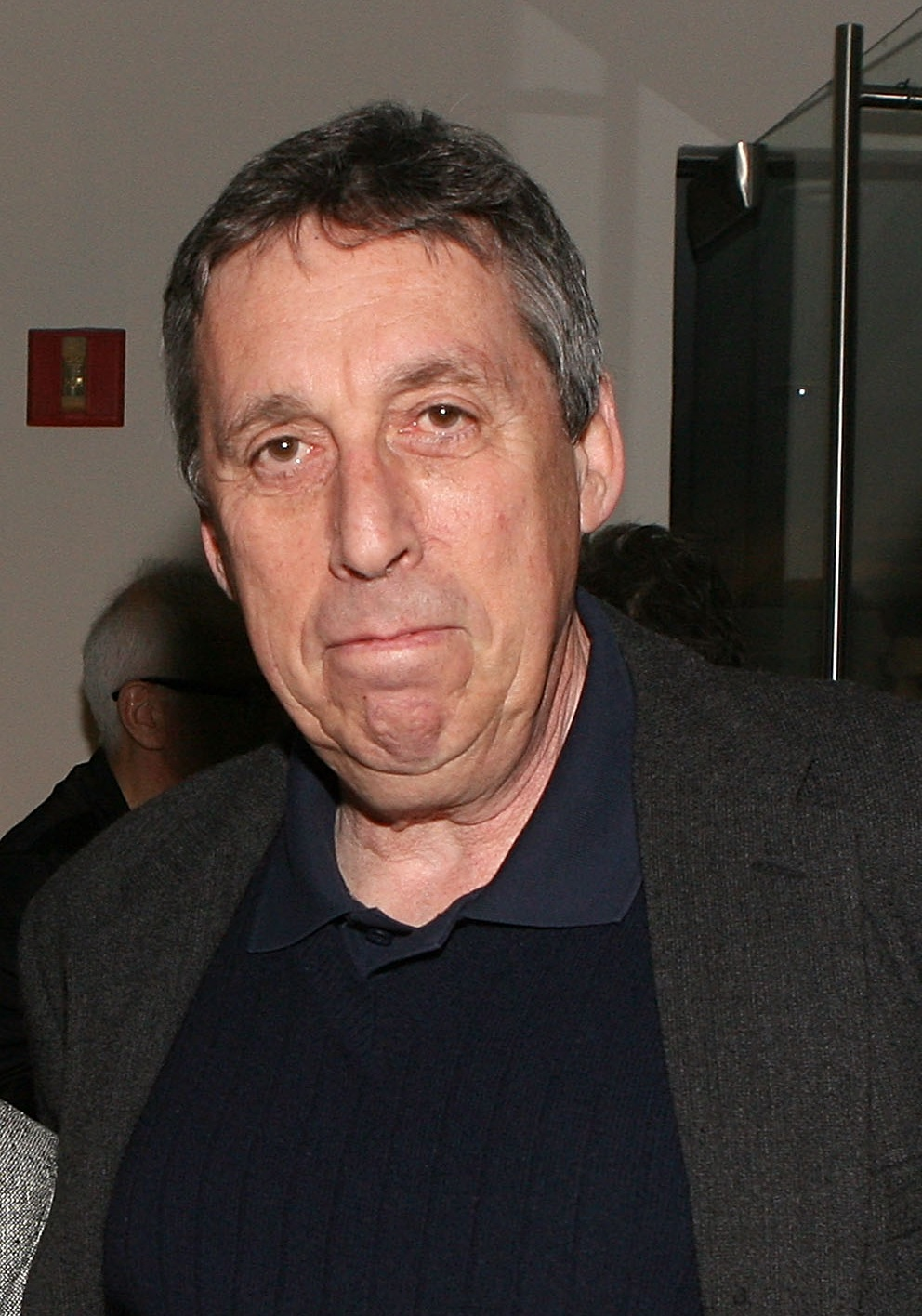
2011-ben

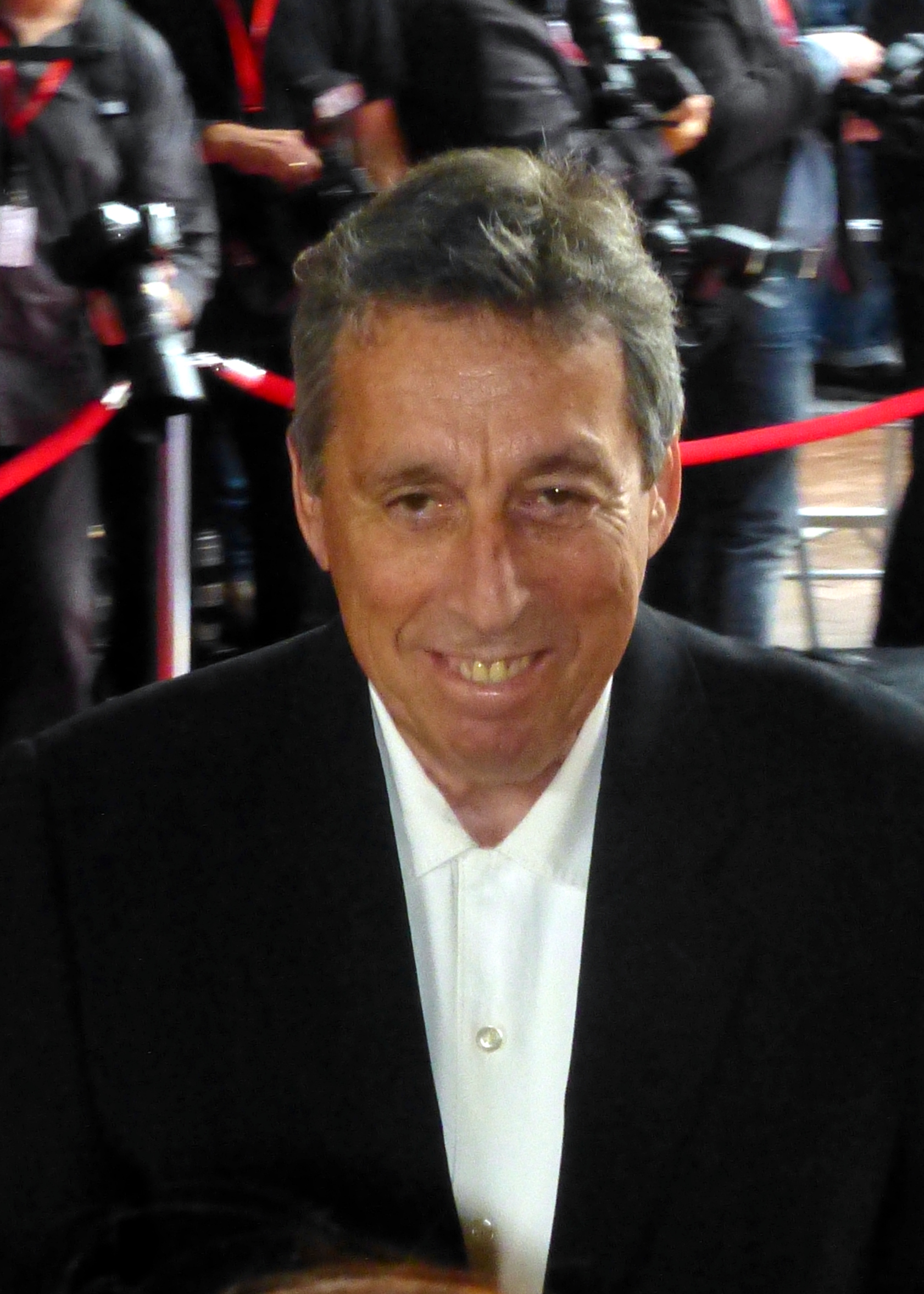
2013-ban

| Év   | Magyar cím               | Eredeti cím            | Rendező | Producer | Író    |
| ---- | ------------------------ | ---------------------- | ------- | -------- | ------ |
| 1968 |                          | Orientation            | Igen    | Igen     | Igen   |
| 1971 |                          | Foxy Lady              | Igen    | Igen     | Nem    |
| 1973 |                          | Cannibal Girls         | Igen    | Vezető   | Sztori |
| 1979 | Dilibogyók – Táborparádé | Meatballs              | Igen    | Nem      | Nem    |
| 1981 | Bombázók a seregnek      | Stripes                | Igen    | Igen     | Nem    |
| 1984 | Szellemirtók             | Ghostbusters           | Igen    | Igen     | Nem    |
| 1986 | Törvényszéki héják       | Legal Eagles           | Igen    | Igen     | Sztori |
| 1988 | Ikrek                    | Twins                  | Igen    | Igen     | Nem    |
| 1989 | Szellemirtók 2.          | Ghostbusters II        | Igen    | Igen     | Nem    |
| 1990 | Ovizsaru                 | Kindergarten Cop       | Igen    | Igen     | Nem    |
| 1993 | Dave                     | Dave                   | Igen    | Igen     | Nem    |
| 1994 | Junior                   | Junior                 | Igen    | Igen     | Nem    |
| 1997 | Apák napja               | Fathers' Day           | Igen    | Igen     | Nem    |
| 1998 | Hat nap, hét éjszaka     | Six Days, Seven Nights | Igen    | Igen     | Nem    |
| 2001 | Evolúció                 | Evolution              | Igen    | Igen     | Nem    |
| 2006 | A szuper exnőm           | My Super Ex-Girlfriend | Igen    | Nem      | Nem    |
| 2011 | Csak szexre kellesz      | No Strings Attached    | Igen    | Igen     | Nem    |
| 2014 | Újoncok napja            | Draft Day              | Igen    | Igen     | Nem    |

#### Producerként
| Év   | Magyar cím                                  | Eredeti cím                             |
| ---- | ------------------------------------------- | --------------------------------------- |
| 1969 |                                             | The Columbus of Sex                     |
| 1975 | Paraziták                                   | Shivers                                 |
| 1976 |                                             | Death Weekend                           |
| 1977 |                                             | Ilsa, the Tigress of Siberia            |
| 1978 | Party zóna                                  | Animal House                            |
| 1981 | Heavy Metal                                 | Heavy Metal                             |
| 1992 | Állj, vagy lő a mamám!                      | Stop! Or My Mom Will Shoot              |
| 1996 | Space Jam – Zűr az űrben                    | Space Jam                               |
| 1997 | Intim részek                                | Private Parts                           |
| 2009 | Diploma után                                | Post Grad                               |
| 2009 | Egek ura                                    | Up in the Air                           |
| 2009 | Chloe – A kísértés iskolája                 | Chloe                                   |
| 2012 | Hitchcock                                   | Hitchcock                               |
| 2016 | Szellemirtók                                | Ghostbusters                            |
| 2017 | Baywatch                                    | Baywatch                                |
| 2017 | Apavadászat                                 | Father Figures                          |
| 2020 | Útmutató bébiszittereknek szörnyvadászathoz | A Babysitter's Guide to Monster Hunting |
| 2021 | Szellemirtók – Az örökség                   | Ghostbusters: Afterlife                 |
| 2024 | Szellemirtók – A borzongás birodalma        | Ghostbusters: Frozen Empire             |

#### Vezető producerként
| Év   | Magyar cím                  | Eredeti cím                                   |
| ---- | --------------------------- | --------------------------------------------- |
| 1977 | Veszett                     | Rabid                                         |
| 1978 |                             | Blackout                                      |
| 1973 |                             | The Magic Show                                |
| 1983 | Űrvadász                    | Spacehunter: Adventures in the Forbidden Zone |
| 1987 | Kis nagymenők               | Big Shots                                     |
| 1988 | Alkalom szüli a szexet      | Casual Sex?                                   |
| 1988 | F.B.I. akadémia             | Feds                                          |
| 1992 | Beethoven                   | Beethoven                                     |
| 1993 | Beethoven 2.                | Beethoven's 2nd                               |
| 1997 | Amikor nincs tízparancsolat | Commandments                                  |
| 2000 | Cool túra                   | Road Trip                                     |
| 2002 | Magassági mámor             | Killing Me Softly                             |
| 2003 | Sulihuligánok               | Old School                                    |
| 2004 | Eurotúra                    | EuroTrip                                      |
| 2006 | Fiúk a lakókocsiparkból     | Trailer Park Boys: The Movie                  |
| 2007 | Disturbia                   | Disturbia                                     |
| 2009 | Kutyaszálló                 | Hotel for Dogs                                |
| 2009 | Hívatlan vendég             | The Uninvited                                 |
| 2009 | Spancserek                  | I Love You, Man                               |
| 2020 | Keresztanyu                 | Godmothered                                   |
| 2021 | Space Jam: Új kezdet        | Space Jam: A New Legacy                       |

### Televízió
| Év   | Cím                   | Rendező | Író    | Vezető producer | Megjegyzés            |
| ---- | --------------------- | ------- | ------ | --------------- | --------------------- |
| 1997 | Metropolitan Hospital | Nem     | Alkotó | Igen            | eladatlan próbaepizód |
| 2004 | Cooking Lessons       | Igen    | Nem    | Nem             | tévéfilm              |

#### Producerként
| Év   | Cím      | Megjegyzés |
| ---- | -------- | ---------- |
| 2006 | That Guy | tévéfilm   |
| 2008 | Atom TV  | 5 epizód   |

#### Vezető producerként
| Év      | Magyar cím     | Eredeti cím                     | Megjegyzés |
| ------- | -------------- | ------------------------------- | ---------- |
| 1979    |                | Delta House                     | 13 epizód  |
| 1994    | Beethoven      | Beethoven                       | 13 epizód  |
| 1996    | Médiaharc      | The Late Shift                  | tévéfilm   |
| 1997    |                | Mummies Alive!                  | 42 epizód  |
| 1999    |                | The First Gentleman             | tévéfilm   |
| 2001–02 | Mutánsvadászok | Alienators: Evolution Continues | 13 epizód  |
| 2006    |                | That Guy                        | tévéfilm   |

### Videóklip
| Év   | Dal            | Előadó         |
| ---- | -------------- | -------------- |
| 1984 | "Ghostbusters" | Ray Parker Jr. |

## Fordítás
- Ez a szócikk részben vagy egészben  az   Ivan Reitman című angol Wikipédia-szócikk fordításán alapul.  Az eredeti cikk szerkesztőit annak laptörténete sorolja fel. Ez a jelzés csupán a megfogalmazás eredetét és a szerzői jogokat jelzi, nem szolgál a cikkben szereplő információk forrásmegjelöléseként.